# عباس صمیمی
عباس صمیمی (زادهٔ ۱۳۵۶ در شلمزار) ورزشکار سابق ایرانی رشتهٔ پرتاب دیسک است. او رکورددار سابق ایران در این رشته است. صمیمی در بازی‌های آسیایی ۲۰۰۲ بوسان مدال نقرهٔ پرتاب دیسک را کسب کرد. او همچنین سه مدال نقره و یک مدال برنز را نیز در مسابقات قهرمانی آسیا کسب کرده‌است. عباس صمیمی در دو المپیک ۲۰۰۴ آتن و ۲۰۰۸ پکن حضور داشت و دو بار در مسابقات دو و میدانی قهرمانی جهان (۱۹۹۹ و ۲۰۰۵) حضور داشت. رکورد شخصی صمیمی ۶۴٫۹۸ متر (مانیل ۲۰۰۴) است.
او پس از ناکامی در بیست و نهمین دورهٔ بازی‌های المپیک از ورزش قهرمانی و فعالیت حرفه‌ای کناره‌گیری کرد.
عباس صمیمی اکنون مربی دو برادرش محمد صمیمی و محمود صمیمی است که هر دو در رشتهٔ پرتاب دیسک فعالیت می‌کنند.